# Chondrorhyncha lendyana
Chondrorhyncha lendyana es una especie de orquídea epifita originaria del sudeste de México hasta Centroamérica.

## Descripción
Tiene hojas dísticas de 20 cm de largo y 2.5 cm de ancho, con vainas imbricadas. Pedúnculo de 4–8 cm de largo, revestido de varias vainas, las flores amarillentas; sépalo dorsal de 18 mm de largo y 7 mm de ancho, los sépalos laterales de 20 mm de largo y 8 mm de ancho; pétalos 20 mm de largo y 11 mm de ancho, ápice obtuso y encorvado; labelo tubular, 24 mm de largo y 23 mm de ancho, bordes ondeados, los lobos laterales envolviendo a la columna, disco con un callo bidentado; columna arqueada, inconspicuamente alada, truncada en el ápice; ovario 15 mm de largo, pedicelado.

## Distribución y hábitat
Se distribuye por México, El Salvador, Guatemala, Honduras y conocida en Nicaragua por una sola colección (Neill 1850) encontradas en las nebliselvas de Cerro Saslaya, en Zelaya en alturas de 1100–1400 metros. La floración se produce en mayo. Esta especie difiere de C. helleri por su follaje más delicado, las flores pequeñas amarillentas, al igual que los sépalos laterales retrodivergentes.

## Taxonomía
Chondrorhyncha lendyana fue descrita por Heinrich Gustav Reichenbach   y publicado en The Gardeners' Chronicle, new series 26: 103. 1886.
Sinónimos
- Stenotyla lendyana (Rchb.f.) Dressler, Lankesteriana 5: 96 (2005).
- Zygopetalum bidentatum Rchb.f. ex Hemsl., Biol. Cent.-Amer., Bot. 3: 251 (1884), nom. nud.
- Warczewiczella bidentata (Rchb.f. ex Hemsl.) Schltr., Beih. Bot. Centralbl. 36(2): 494 (1918), nom. inval.
- Cochleanthes bidentata (Rchb.f. ex Hemsl.) R.E.Schult. & Garay, Bot. Mus. Leafl. 18: 323 (1959), nom. inval.[2]